# Manihi (comuna)
Manihi é uma comuna da Polinésia Francesa, no arquipélago de Tuamotu. Estende-se por uma área de 25 km², com  1.379 habitantes, segundo os censos de 2007, com uma densidade de 55 hab/km².